# Сільський округ Каріма Минбаєва
Карі́ма Минба́єва сільський округ (каз. Кәрім Мыңбаев ауылдық округі, рос. Карима Мынбаева сельский округ) — адміністративна одиниця у складі Шетського району Карагандинської області Казахстану. Адміністративний центр та єдиний населений пункт — село Кизилтау.
Населення — 151 особа (2021; 503 у 2009, 992 у 1999, 3003 у 1989).
Станом на 1989 рік існували Кизилтауська сільська рада (села Айдахарли, Кизилтау, Койтас, Шажагай, Шопак) ліквідованого Агадирського району та Джамбульська селищна рада (смт Джамбул). До 1973 року Джамбульська селищна рада перебувала у складі Каражальської міської ради, потім була передана до складу новоутвореного Агадирського району. 1974 року селищну раду було повернуто до складу Каражальської міськради, а 1992 року — повернуто до складу Агадирського району. 2023 року Жамбильська селищна адміністрація та селище Жамбил були ліквідовані.

## Склад
До складу округу входять такі населені пункти:
| Населений пункт | Населення, осіб (1989) | Населення, осіб (1999) | Населення, осіб (2009) | Населення, осіб (2021) |
| --------------- | ---------------------- | ---------------------- | ---------------------- | ---------------------- |
| Айдахарли, село | 99                     | -                      | -                      | -                      |
| Жамбил, село    | 1714                   | 464                    | 151                    | 28                     |
| Кизилтау, село  | 857                    | 528                    | 352                    | 123                    |
| Койтас, село    | 137                    | -                      | -                      | -                      |
| Шажагай, село   | 122                    | -                      | -                      | -                      |
| Шопак, село     | 74                     | -                      | -                      | -                      |